# 남해 용문사 목조
남해 용문사 목조(南海 龍門寺 木槽)는 대한민국 경상남도 남해군 용문사에 있는 목조이다. 2005년 7월 21일 경상남도의 유형문화재 제427호로 지정되었다.

## 개요
표면에 목리가 뚜렷하고, 일부 균열이 있으나 보존상태는 양호한 편이다. 통나무 가운데를 파서 만든 구유형태의 紙槽로 양끝에는 각각 37cm, 47cm의 턱받이가 마련되어 있으며, 그 중 한곳은 턱받이 밑에 부착된 세로부재에 직경 7.5cm의 원공이 관통되어 있다. 용기 내부의 중앙 바닥에는 배수를 위한 직경 5.5cm의 원공이 뚫려 있다.

## 참고 문헌
- 남해 용문사 목조 - 국가유산청 국가유산포털